# Iglesia de los Santos Apóstoles Pedro y Pablo y el Monasterio Basiliano en Berezwecz
La Iglesia de los Santos Apóstoles Pedro y Pablo y el Monasterio Basiliano en Berezwecz es una iglesia desaparecida de la Orden Uniata Basiliana, que formaba parte del complejo eclesiástico y monástico de esta orden en Berezwecz. Estaba situado en el Lago Largo.

## Historia y arquitectura
El complejo de la iglesia y el monasterio de la Orden Basiliana fue fundado en 1637 por el voivoda de Mścisław , Józef Korsak Głębocki. Los uniatos se hicieron cargo del antiguo monasterio ortodoxo de Berezwecz. Korsak entregó a los basilianos el territorio de Berezwecz con seis aldeas y Wierzbołów en la región de Suwałki  En los años 1756-1763 la iglesia de madera y el monasterio fueron sustituidos por nuevos edificios, diseñados por el arquitecto Antonio Paracca. El monasterio fue construido hasta el año 1767. La Iglesia Basiliana fue el ejemplo más destacado y quizás el más maduro del Barroco de Vilna. Su fachada de dos torres fue construida casi en su totalidad utilizando formas arquitectónicas. En cada una de las tres secciones de la fachada se utilizaron superficies de pared cóncavas-convexas de formas simétricas, lo que creó un efecto ondulado. La misma curvatura de la fachada determinó la posición oblicua en la planta de todos los elementos portantes – columnas, pilares, pilastras, volutas – y condujo a la eliminación completa del plano geométrico de la fachada. La forma arquitectónica de la fachada hace que la fachada de la iglesia de Berezwecz sea la realización más coherente del principio rococó de la formación arquitectónica.
Después del Levantamiento de Noviembre, en el sínodo de Polotsk en 1839, la unión de las tierras lituanas y bielorrusas fue abolida por decreto del zar; Los monasterios basilianos fueron liquidados o transformados en monasterios ortodoxos. El monasterio uniato de Berezwecz fue transformado en un monasterio ortodoxo y la iglesia en una iglesia ortodoxa. El monasterio de hombres funcionó hasta 1874, mientras que en los años 1901-1919 funcionó en el antiguo monasterio basiliano un monasterio de mujeres ortodoxas.
Durante el período de entreguerras, la antigua iglesia uniata se convirtió en una iglesia católica romana y el Cuerpo de Protección Fronteriza se instaló en los edificios del monasterio (abandonados por las monjas que fueron a Vilna, donde se unieron a la comunidad local).
En 1939 Desde el campanario del monasterio, el avance del Ejército Rojo fue frenado durante algún tiempo por el fuego de una ametralladora polaca.  Las autoridades soviéticas organizaron en el monasterio una prisión de la NKVD, una de las más grandes en los territorios ocupados por la Unión Soviética. Aquí fueron encarcelados polacos y ciudadanos de los países bálticos. Durante la liquidación de la prisión en junio de 1941, aproximadamente 1.000 personas fueron asesinadas aquí. 800 polacos (véase Carretera de la Muerte Berezwecz-Taklinowo ).
Durante la ocupación alemana (1941-1944), el monasterio continuó albergando una prisión y un campo para prisioneros de guerra soviéticos. Miles de personas murieron.
El 2 de abril de 1949, el Comité Ejecutivo Regional de Polotsk decidió demoler el edificio de la iglesia, supuestamente de emergencia, y convertirlo en un edificio de ladrillo, lo que pronto se llevó a cabo.
Una referencia a la arquitectura de la iglesia basiliana fue construida por iniciativa del P. Tadeusz Krawczenko  - según el proyecto de Michał Bałasz - en Białystok en los años 1991-1996 la Iglesia de la Resurrección de Nuestro Señor. 

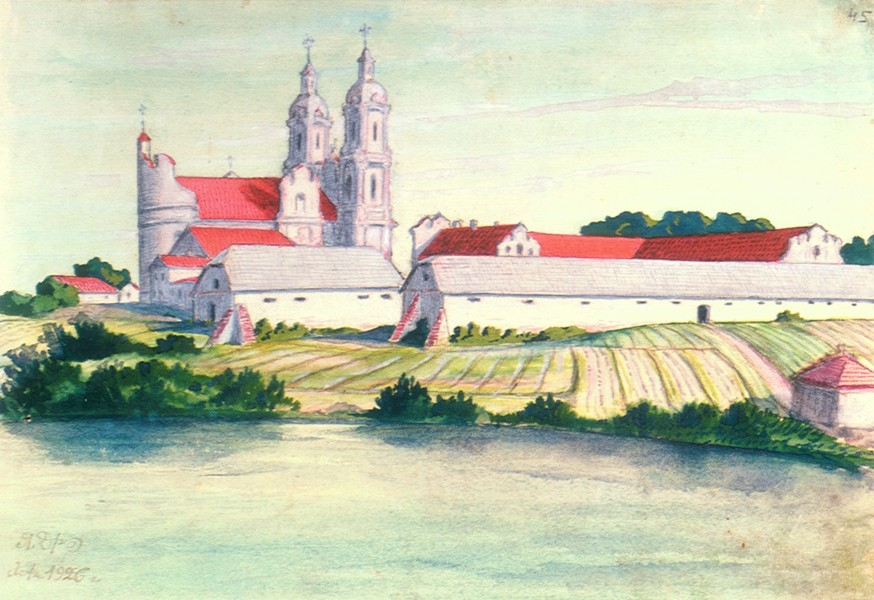
La iglesia y el monasterio en un cuadro de Józef Drozdowicz de 1926
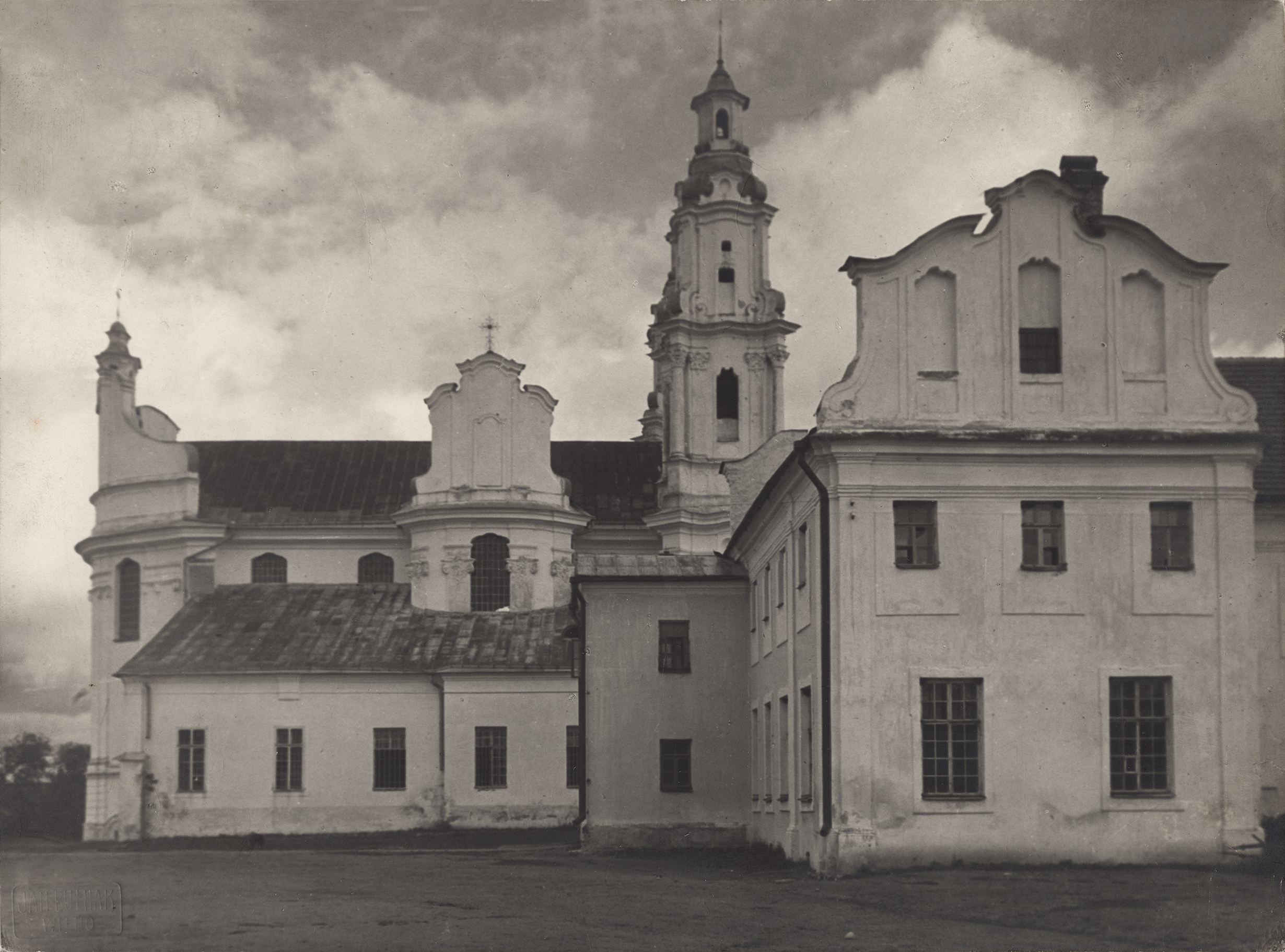
Fachada lateral de la iglesia y fragmento del edificio del monasterio en la década de 1930. Foto del autor. Jan Bułhak
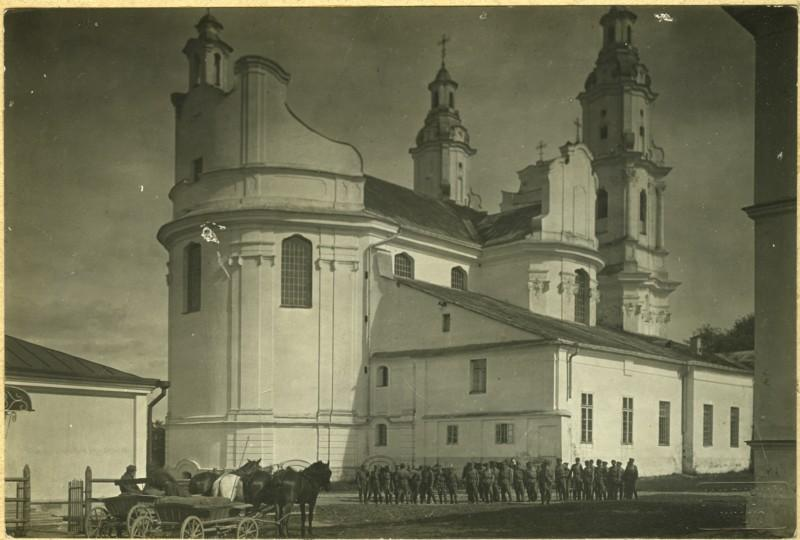
La iglesia en los años 30 (autor Jan Bułhak)
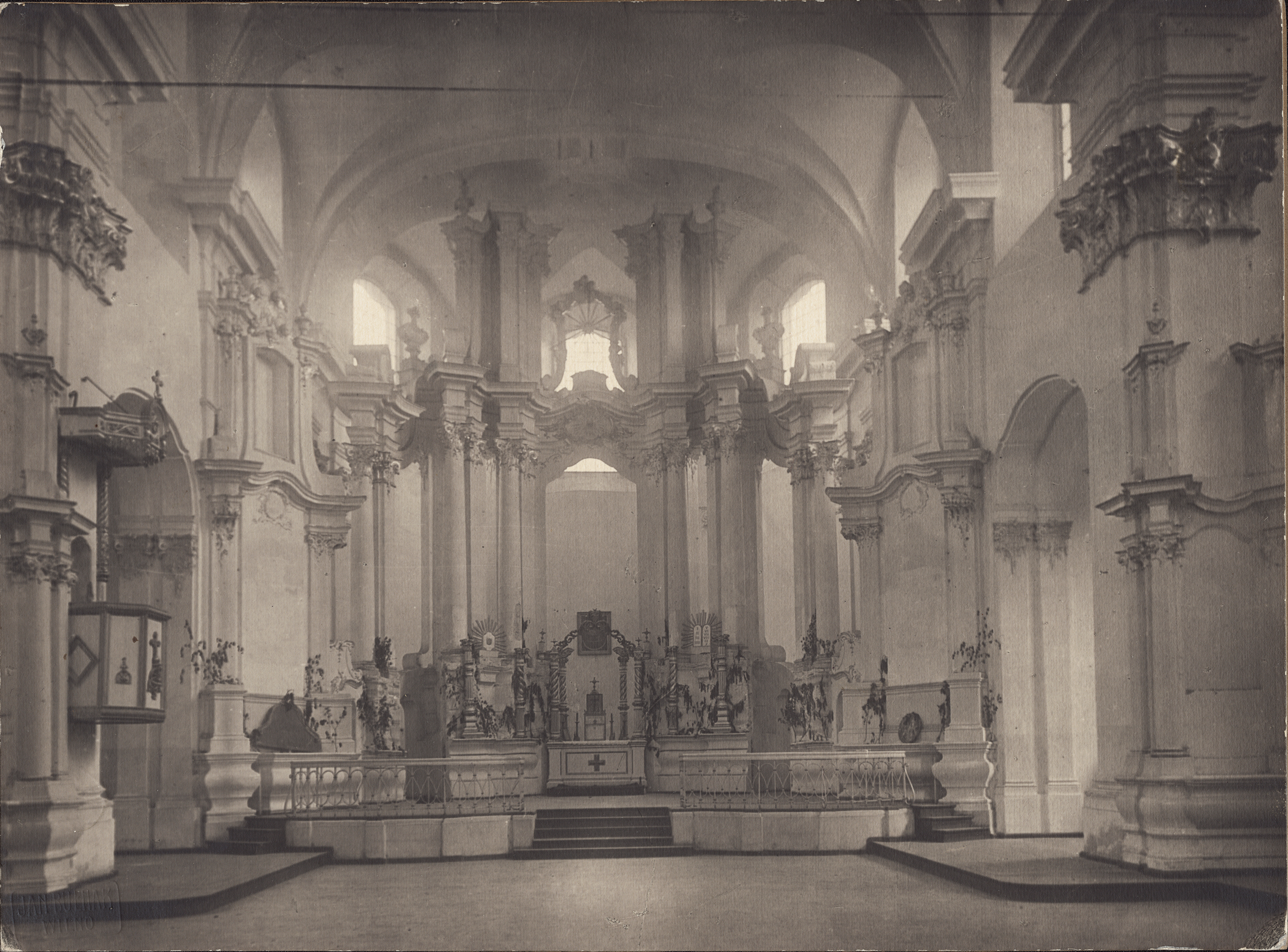
Interior de la iglesia (autor Jan Bułhak)

- Iglesia de la Resurrección de Nuestro Señor en Białystok.
- Lista de monumentos históricos y arquitectónicos de Bielorrusia destruidos por las autoridades de la URSS.